# 권해효
권해효(權海驍, 1965년 11월 6일~)는 대한민국의 배우이다.
권해효는 1985년 전두환 군사정권에 반대하는 학생 운동이 한창인 한양대학교에 입학하였으나, 부친이 육군 대령으로 퇴역하여 4남매의 학비를 감당할 형편이 아니었기 때문에 장학금을 타기 위해 학업에만 열중해야 하였다.
졸업 후 1990년 연극〈사천의 착한 여자〉에 출연하면서 연예계에 진출하였고 연극, 텔레비전 드라마, 영화 등에서 배우로서 활동하였으며 1991년 지상파 3사 공채 탤런트 시험에서 낙방하기도 했다. 권해효는 대학생 시절 학생 운동에 적극적으로 참여하지 못한 부재 의식이 있어 각종 집회의 사회자 등으로 참여했다.
2004년부터 서울독립영화제의 사회를 보았다.

## 학력
- 영도중학교
- 영일고등학교
- 한양대학교 연극영화학 학사

## 경력
- 북녘 어린이 영양빵 사업본부 홍보대사
- 한국여성단체연합회 홍보대사[5]
- 조선학교와 함께하는 사람들 몽당연필 대표[6]
- 경기통일마라톤대회 홍보대사
- 극단 한양레퍼토리 단원기타

2011년 9월, 권해효는 사회 문제에 관심을 갖고 사회적 발언을 하게 된 계기에 대해 다음과 같이 말했다.
평범하게 살았다. 아이를 낳고 나서부터 세상에 관심을 가지게 됐다. 보통 어느 학원에 보내고, 대학엘 보내는 게 아이 인생에 도움이 되지 않을까 한다. 아이들은 수천수만 가지 재능을 가지고 있는데, 누가 책상에 오래 앉아 있나 하는 것을 테스트해서 아이들을 줄 세운다. 그것을 교육이라고 한다. 너희가 살아갈 세상을 아빠로서 고민하고, 변화를 위해 노력했다는 말을 해줄 수 있는 사람이 되기 위해 세상을 공부도 하다보니 시민사회 영역에 함께 참여하게 됐다. 첫 아이 낳고 출생신고를 하는데, 아내와 내 본적을 적어 제출했더니 틀렸다고 다시 쓰라고 하더라. 결혼했다고 아내의 본적이 남편의 본적으로 바뀌는 것이 맞느냐라는 의문을 가졌다. 내 딸도 커서 이렇게 되겠구나 하는 생각이 들어 평등가족 홍보대사도 했다. 호주제가 폐지되면서 함께 하니 이렇게 변화하는구나 하는 희망을 보았다.

1990년대 중반부터 양심수를 후원하기 위해 결성된 사회운동단체인 민주화실천가족운동협의회의 〈인권 콘서트〉 행사, 호주제 철폐 운동, 이주 노동자 인권 운동, 청소년 인권 운동 등 진보적 사회 운동에 참여했다.
2002년에 배우 문성근, 명계남 등과 함께 대통령 후보 노무현을 지원하기 위한 노사모 운동에 적극 참여했다. 2004년에 노무현 탄핵 반대 집회, 2008년에 한미 쇠고기 협상 내용에 대한 반대 시위 등에 사회자로서 활동하였다.
2008년에 배우 최진실의 사망 후 제기된 친권자동부활 문제에서 희극 배우 김미화 등과 함께 친권자동부활에 반대 입장을 표명했다.
2011년에 반값등록금 1인 시위 등에 참가했고 박원순 캠프 멘토에 합류해 박원순 서울시장 후보를 지지했다. 일본의 재일동포들이 세운 민족학교인 조선학교를 응원하는 조선학교와 함께하는 사람들 몽당연필 대표로서, 재일동포 차별철폐 등의 활동을 하고 있다. 12월 14일, 일본군 위안부 피해 할머니들의 1000번째 수요시위가 있었고 시위 사회를 맡았다.
2012년 3월, 서울특별시청은 '성평등 위원회'를 출범시켰는데, 권해효는 언론문화 분야 위원으로 위촉되었다.

## 연기 활동

### 영화
- 1992년 《명자 아끼꼬 쏘냐》 (조연)
- 1994년 《세상 밖으로》 (조연)
- 1994년 《구미호》 (조연)
- 1994년 《게임의 법칙》 ... 이기리 역
- 1996년 《진짜 사나이》 ... 사나이 역
- 1996년 《고스트 맘마》 ... 변주호 역
- 1997년 《체인지》 ... 단역
- 1998년 《찜》 ... 보성 역
- 1999년 《내 컴퓨터》 ... 형사 역
- 1999년 《A+삶》 (조연)
- 2001년 《하루》 (우정출연)
- 2001년 《선물》 ... 학수 역
- 2001년 《이것이 법이다》 (특별출연)
- 2002년 《몽중인》 ... 주치의 역 (우정출연)
- 2002년 《패밀리》 ... 최 검사 역
- 2010년 《원 나잇 스탠드》 (내레이션)
- 2010년 《마음이 2》 ... 봉구 역
- 2010년 《시라노; 연애조작단》 ... 권 사장 역 (특별출연)
- 2012년 《네버엔딩 스토리》 ... 의사 역
- 2012년 《다른 나라에서》 ... 종수 역
- 2012년 《두 번의 결혼식과 한 번의 장례식》 ... 선배 의사 역 (우정출연)
- 2012년 《용의자X》 ... 팀장 역
- 2013년 《더 웹툰: 예고살인》 ... 조선기 역
- 2013년 《미나문방구》 ... 도청과장 역 (특별출연)
- 2013년 《사이비》 ... 최경석 역
- 2014년 《피끓는 청춘》 ... 대판 역
- 2014년 《관능의 법칙》 ... 박 대표 역
- 2014년 《제보자》 ... 방송국 국장 역
- 2015년 《쎄시봉》 ... 김 사장 역
- 2015년 《그라운드의 이방인》 (내레이션)
- 2015년 《소수의견》 ... 참여재판판사 역
- 2016년 《나를 잊지 말아요》 ... 박경준 역 (특별출연)
- 2016년 《당신자신과 당신의 것》 ... 박재영 역
- 2016년 《스플릿》 ... 백 사장 역
- 2016년 《가려진 시간》 ... 백기 역
- 2016년 《심야택시》 ... 택시기사 역
- 2017년 《루시드 드림》 ... 박 국장 역
- 2017년 《밤의 해변에서 혼자》 ... 천우 역
- 2017년 《그 후》 ... 김봉완 역
- 2018년 《사라진 밤》 ... 경찰서장 역
- 2018년 《해피 투게더》 ... 달수 역
- 2018년 《국가부도의 날》 ... 총장 역
- 2018년 《돌아오는 길엔》
- 2019년 《강변호텔》 ... 경수 역
- 2019년 《나의 특별한 형제》 ... 박주민 역
- 2019년 《배심원들》 ... 법원장 역
- 2019년 《한낮의 피크닉》 ... 아버지 이창수 역
- 2019년 《타짜: 원 아이드 잭》 ... 권 원장 역
- 2019년 《메기》 ... 메기 아빠 역
- 2020년 《도망친 여자》 ... 정 선생 역
- 2020년 《반도》 ... 김 노인 역
- 2020년 《후쿠오카》 ... 해효 역
- 2021년 《태일이》 ... 한미사 사장 역
- 2021년 《여고괴담 여섯번째 이야기: 모교》 ... 배광모 역
- 2021년 《방법: 재차의》 ... 이상인 역
- 2021년 《당신 얼굴 앞에서》 ... 재원 역
- 2022년 《소설가의 영화》 ... 효진 역
- 2022년 《오마주》 ... 상우 역
- 2022년 《탑》
- 2024년 《여행자의 필요》 ... 해순 역
- 2024년 《베테랑 2》 ... 광수대 총경 역
- 2024년 《수유천》
- 2024년 《보고타: 마지막 기회의 땅》 ... 박 병장(본명: 박장수) 역
- 2025년 《그 자연이 네게 뭐라고 하니》 ... 김오령 역
- 2025년 《얼굴》 ... 임영규 역

### 드라마
- 1993년 SBS 《머나먼 쏭바강》 ... 성한수 일병 역
- 1994년 MBC 《사랑을 그대 품안에》... 권해효 역
- 1994년 SBS 《두 형사》 ... 허건발 역
- 1995년 MBC 《호텔》 ... 호텔 레스토랑 요리사 역
- 1995년 SBS 《사랑은 블루》 ... 운오 역
- 1995년 SBS 《LA아리랑》
- 1995년 KBS2 《좋은 남자 좋은 여자》 ... 민호 역
- 1996년 KBS2 《신고합니다》 ... 추재식 일병 역
- 1996년 KBS2 《컬러 - 제1화 (화이트)》
- 1996년~1999년 MBC 《남자 셋 여자 셋》 ... 카페주인 권해효 역[13]
- 1997년 SBS 《OK목장》 ... 파일럿 교관 역
- 1997년 MBC 《복수혈전》 ... 장동욱 역
- 1998년 SBS 《은실이》 ... 장낙천 역
- 1998년 SBS 《미스터 Q》 ... 고광열 역
- 1999년 KBS2 《사랑하세요?》 ... 이강재 역
- 1999년 KBS2 《아름다운 비밀》 ... 강표 역
- 2000년 SBS 《팝콘》 ... 오동석 역
- 2000년 MBC 《베스트극장 - 엘리베이터에 낀 그 남자는 어떻게 되었나》 ... 수관 역
- 2000년 MBC 《세 친구》 (25회, <립스틱 짙게 바르고>) ... 권해효 역 (카메오 단역)
- 2001년 SBS 《소문난 여자》 ... 박인상 역
- 2001년 KBS2 《동양극장》 ... 임선규 역
- 2001년 SBS 《가을에 만난 남자》 ... 최태식 역
- 2002년 KBS2 《겨울연가》 ... 김 선배 역
- 2002년 MBC 《사랑을 예약하세요》 ... 장승원 역
- 2002년 SBS 《명랑소녀 성공기》 ... 주수봉 역
- 2002년 KBS1 《당신 옆이 좋아》 ... 이지원 역
- 2003년 SBS 《요조숙녀》 ... 고현탁 역
- 2003년 MBC 《귀여운 여인》 ... 강현재 역
- 2004년 SBS 《개밥그릇》 ... 중태 역
- 2004년 KBS2 《구미호 외전》 ... 문 형사 역
- 2005년 KBS2 《드라마시티 - 아빠 돈 내세요》 ... 김봉수 역
- 2005년 SBS 《내 사랑 토람이》 ... 염동호 역
- 2005년 KBS2 《드라마시티 - 유쾌한 유필만》 ... 김봉수 역
- 2005년 MBC 《내 이름은 김삼순》 ... 이현무 역
- 2005년 SBS 《사랑한다 웬수야》 ... 권달평 역
- 2005년 KBS2 《장밋빛 인생》 ... 천원만 역
- 2005년 MBC 《베스트극장 - 나는 지금 모바니아로 간다》
- 2006년 KBS2 《인생이여 고마워요》 ... 김기호 역
- 2006년 KBS 《무기여 잘 있거라》 ... 천만석 역
- 2006년 MBC 《여우야 뭐하니》 ... 황용길 역
- 2006년 SBS 《돌아와요 순애씨》 ... 한현종 역
- 2006년 KNN 《새리의 하루》
- 2007년 SBS 《연인이여》 ... 박광 역
- 2007년 MBC 《에어시티》 ... 민병관 역
- 2007년 SBS 《황금신부》 ... 차벽수 역
- 2007년 MBC 《MBC 베스트극장 - 봉재, 돌아오다》 ... 박정희 역
- 2008년 KNN, 드라맥스 《대박 인생》 ... 유귀철 역
- 2008년 MBC 《코끼리》 ... 국영수 역
- 2008년 MBC 《누구세요?》 ... 장례식 상조직원 역
- 2009년 SBS 《카인과 아벨》 ... 김진근 역
- 2009년 PBC 《김수환 추기경에 대한 마지막 보고서》 ... 공 신부 역
- 2009년 tvN 《세남자 2009》
- 2010년 SBS 《제중원》 ... 오충환 역
- 2010년 E채널 《비밀기방 앙심정》 ... 윤극검 역
- 2010년 EBS 《고마워 웃게 해줘서》
- 2010년 KNN 《촌티콤 웰컴 투 가오리》 ... (특별출연)
- 2011년 KBS2 《사랑을 믿어요》 ... 권기창 역
- 2011년 SBS 《내게 거짓말을 해봐》 ... 황석봉 역
- 2012년 KBS2 《드림하이 2》 ... 주정완 역
- 2012년 SBS 《유령》 ... 한영석 역
- 2012년 SBS 《드라마의 제왕》 ... 남운형 역
- 2013년 SBS 《결혼의 여신》 ... 노장수 역
- 2014년 SBS 《엔젤 아이즈》 ... 김우철 역
- 2014년 KBS2 《빅맨》 ... 구덕규 역
- 2014년 MBC 《내 생애 봄날》 ... 이혁수 역
- 2014년 SBS 《비밀의 문: 의궤 살인 사건》 ... 서균 역
- 2015년 SBS 《내 마음 반짝반짝》 ... 달관 역 (특별출연)
- 2015년 tvN 《두번째 스무살》 (특별출연)
- 2015년 E채널 & 드라마큐브 《라이더스: 내일을 잡아라》
- 2016년 SBS 《딴따라》 ... 예능국장 역
- 2016년 SBS 《질투의 화신》 ... 오종환 역
- 2016년 KBS2 《다시, 첫사랑》
- 2017년 MBC 《자체발광 오피스》 ... 박상만 역
- 2017년 KBS2 《란제리 소녀시대》 ... 정희 부 역
- 2019년 tvN 《왕이 된 남자》 ... 신치수 역
- 2019년 tvN 《검색어를 입력하세요 WWW》 ... 민홍주 역
- 2020년 SBS 《아무도 모른다》 ... 장기호 역
- 2020년 KBS2 《좀비탐정》 ... 영화사 대표 역 (특별출연)
- 2021년 JTBC 《언더커버》 ... 오필재 역
- 2022년 JTBC 《기상청 사람들: 사내연애 잔혹사 편》 ... 고봉찬 역
- 2022년 tvN 《슈룹》 ... 토지선생 역
- 2023년 Netflix 《D.P. 시즌2》 ... 안태형 역
- 2023년 Disney+ 《비질란테》 ... 이준엽 역
- 2024년 SBS 《재벌Χ형사》 … 이형준 역
- 2024년 tvN 《웨딩 임파서블》 … 현대호 역
- 2024년 Netflix 《기생수 : 더 그레이》 … 김철민 역
- 2024년 MBC 《우리, 집》 … 최고면 역
- 2024년 MBC 《백설공주에게 죽음을-Black Out》 … 현구탁 역
- 2025년 SBS 《우리 영화》 … 이정효 역
- 2025년 MBC 《메리 킬즈 피플》 … 양 신부 역

### 연극
- 1990년 《사천의 착한 여자》
- 1996년 《날 보러 와요》

## 연기 외 활동

### 텔레비전 프로그램
- 1995년 KBS2 《풍물기행 세계를 가다》
- 1995년 KBS2 《가족오락관》
- 1996년~1998년 MBC 《환상여행》 ... MC(내레이션) 겸 연기자
- 1996년~1999년 MBC 《테마게임》[14]
- 1996년 KBS2 《퍼즐특급열차》
- 1996년 KBS2 《밤과 음악 사이》 ... 게스트
- 1998년 SBS 《이승연의 세이세이세이》 (19회, 7월 15일) ... 게스트
- 1998년 KBS2 《가족오락관》
- 1999년 MBC 《스타다큐》 (90회, 3월 22일) ... 게스트
- 1999년 KBS2 《생방송 좋은 아침입니다》
- 1999년 KBS2 《TV는 사랑을 싣고》
- 2002년~2015년 KNN 《씨네포트》 ... 진행자
- 2002년 KBS2 《서세원쇼》 (7월 9일) ... 게스트
- 2010년 후지 TV 《초난강》 ... 게스트
- 2010년 MBC 《MBC 프라임》 (착한 기업의 얼굴 CSR) ... 내레이션
- 2010년 JTBC 《방구석 1열》 (132회, 11월 22일) ... 게스트
- 2014년 SBS 《런닝맨》 (190회, 3월 23일) ... 게스트
- 2015년~2017년 KBS2 《서가식당》 ... 진행자
- 2019년 tvN 《유 퀴즈 온 더 블럭》 (19회, 5월 28일 / 칸타빌레) ... 게스트
- 2019년 MBC 《기억·록, 100년을 탐험하다 - 시인 김남주 편》 (84회, 11월 4일) ... 내레이션

### 라디오 프로그램
- 2015년 EBS FM 《EBS 책 읽는 라디오 낭독 시리즈》

### 광고
- 1993년 롯데월푸드 몽쉘통통 (with 유오성)
- 1994년 오뚜기 스낵면
- 1994년 오비맥주 카스 (With 조형기, 신은경)
- 1996년 LG화재 엘지 매직-카 종합보험
- 1997년 KT 원샷018
- 1999년 HK이노엔 컨디션에프
- 1999년 샘표 국시장국 (With 김원희)
- 1999년 두루넷
- 2000년 인크루트
- 2000년 부광약품 타코나S (With 김보성)
- 2002년 농심 김치찌개라면
- 2002년 중외제약 스파이크
- 2002년 청정원 햇살담은 진간장
- 2002년 정식품 녹차베지밀
- 2003년 KT텔레캅

## 수상 및 후보
| 연도 | 시상식                              | 부문                            | 작품                          | 결과 |
| ---- | ----------------------------------- | ------------------------------- | ----------------------------- | ---- |
| 1998 | SBS 연기대상                        | 남자 조연상                     | 미스터Q                       | 수상 |
| 2006 | KBS 연기대상                        | 남자 특집·문학관상              | 무기여 잘 있거라              | 후보 |
| 2007 | SBS 연기대상                        | 연속극 부문 남자 조연상         | 황금신부                      | 후보 |
| 2008 | MBC 방송연예대상                    | 코미디·시트콤부문 남자 최우수상 | 코끼리                        | 후보 |
| 2011 | 제10회 미래를 이끌어갈 여성지도자상 | 특별상                          | 빈칸                          | 수상 |
| 2017 | 제26회 부일영화상                   | 남우주연상                      | 그 후                         | 후보 |
| 2017 | 제18회 부산영화평론가협회상         | 남우주연상                      | 그 후                         | 수상 |
| 2017 | MBC 연기대상                        | 미니시리즈부문 남자 황금연기상  | 자체발광 오피스               | 후보 |
| 2018 | 제5회 들꽃영화상                    | 남우주연상                      | 그 후                         | 후보 |
| 2019 | 제13회 아시안 필름 어워드           | 남우조연상                      | 강변호텔                      | 후보 |
| 2024 | MBC 연기대상                        | 베스트 캐릭터상                 | 백설공주에게 죽음을-Black Out | 수상 |
| 2024 | MBC 연기대상                        | 남자 조연상                     | 백설공주에게 죽음을-Black Out | 후보 |

- 2011년 12월 30일, 제10회 《미래를 이끌어갈 여성지도자상》(약칭 미지상) 수상자 7명과 특별상 3인이 선정되었고, 미지상은 시민운동, 법조계, 경제계, 문화예술계 등 사회 각계각층에서 미래를 이끌어갈 차세대 여성 리더를 선정해 시상하는 상인데, 미지상 10회를 맞아 양성평등의식이 높고 여성문제에 헌신한 남성 3인도 특별상으로 선정되었고 권해효도 그 3인 중 한 명으로서 특별상을 받았다. 권해효는 2002년부터 한국여성단체연합 홍보대사를 맡아 왔고, 여성단체의 각종 기금 모금 행사에서 무료 공연을 펼치는 등 재능 나눔도 활발히 벌였으며, 일본군 위안부 문제 등에도 적극적으로 참여했다.[15]

## 기타

### 사회운동가로서의 활동
2011년 9월, 권해효는 사회 문제에 관심을 갖고 사회적 발언을 하게 된 계기에 대해 다음과 같이 말했다.
평범하게 살았다. 아이를 낳고 나서부터 세상에 관심을 가지게 됐다. 보통 어느 학원에 보내고, 대학엘 보내는 게 아이 인생에 도움이 되지 않을까 한다. 아이들은 수천수만 가지 재능을 가지고 있는데, 누가 책상에 오래 앉아 있나 하는 것을 테스트해서 아이들을 줄 세운다. 그것을 교육이라고 한다. 너희가 살아갈 세상을 아빠로서 고민하고, 변화를 위해 노력했다는 말을 해줄 수 있는 사람이 되기 위해 세상을 공부도 하다보니 시민사회 영역에 함께 참여하게 됐다. 첫 아이 낳고 출생신고를 하는데, 아내와 내 본적을 적어 제출했더니 틀렸다고 다시 쓰라고 하더라. 결혼했다고 아내의 본적이 남편의 본적으로 바뀌는 것이 맞느냐라는 의문을 가졌다. 내 딸도 커서 이렇게 되겠구나 하는 생각이 들어 평등가족 홍보대사도 했다. 호주제가 폐지되면서 함께 하니 이렇게 변화하는구나 하는 희망을 보았다.

1990년대 중반부터 양심수를 후원하기 위해 결성된 사회운동단체인 민주화실천가족운동협의회의 〈인권 콘서트〉 행사, 호주제 철폐 운동, 이주 노동자 인권 운동, 청소년 인권 운동 등 진보적 사회 운동에 참여했다.
2002년에 배우 문성근, 명계남 등과 함께 대통령 후보 노무현을 지원하기 위한 노사모 운동에 적극 참여했다. 2004년에 노무현 탄핵 반대 집회, 2008년에 한미 쇠고기 협상 내용에 대한 반대 시위 등에 사회자로서 활동하였다.
2008년에 배우 최진실의 사망 후 제기된 친권자동부활 문제에서 희극 배우 김미화 등과 함께 친권자동부활에 반대 입장을 표명했다.
2011년에 반값등록금 1인 시위 등에 참가했고 박원순 캠프 멘토에 합류해 박원순 서울시장 후보를 지지했다. 일본의 재일동포들이 세운 민족학교인 조선학교를 응원하는 조선학교와 함께하는 사람들 몽당연필 대표로서, 재일동포 차별철폐 등의 활동을 하고 있다. 12월 14일, 일본군 위안부 피해 할머니들의 1000번째 수요시위가 있었고 시위 사회를 맡았다.
2012년 3월, 서울특별시청은 '성평등 위원회'를 출범시켰는데, 권해효는 언론문화 분야 위원으로 위촉되었다.

## 같이 보기
- 재일 한국인(재일동포)
- 조선학교
- 김명준
- 홍상수
- 신해철
- 박상면
- 김미화
- 정동환
- 허동환